# Łagów (Lubusz)
Łagów (in tedesco Lagow) è un comune rurale polacco del distretto di Świebodzin, nel voivodato di Lubusz.
Ricopre una superficie di 199,19 km² e nel 2004 contava 5 125 abitanti.